# GoPro
Pour les articles homonymes, voir Go.
GoPro, anciennement Woodman Labs, est une entreprise américaine fondée en 2002 et basée à San Mateo en Californie. 
Elle commercialise des caméras d'action depuis 2004 sous le nom HERO ou des caméras pouvant filmer à 360° (la GoPro Fusion et la GoPro Max) ainsi que des drones. Son fondateur est Nick Woodman.

## Historique
En 2002, Nick Woodman, actuellement PDG de GoPro, conçoit des caméras étanches équipées de sangles et crée la GoPro HERO 35 mm en 2004. En 2005, il crée Woodman Labs et commercialise ses caméras. Entre 2009 et octobre 2012, GoPro avait vendu trois millions de caméras.  
En juin 2014, GoPro fait son introduction en bourse et lève 427 millions de dollars : la capitalisation de l'entreprise s'élève alors à 2,95 milliards de dollars.
En mai 2015, GoPro rachète la société française Kolor.
En 2016, GoPro acquiert Stupeflix et Vemory pour 105 millions de dollars.
En janvier 2018, GoPro annonce la suppression de 250 emplois soit 20 % de ses effectifs. Ces licenciements font suite à une série de mauvais résultats en raison de la concurrence. GoPro annonce également l'arrêt de son drone Karma et son désengagement du secteur des drones.
En mai 2018, GoPro est valorisé à 837 millions de dollars, alors que l'entreprise était auparavant valorisée à 11 milliards de dollars. L'effectif de l'entreprise devrait passer à 1 000 salariés, contre 1 700 en 2016.
En avril 2020, la société annonce qu’elle licencie à nouveau 20 % de ses effectifs, ce qui représente environ 200 personnes.

### Caméras

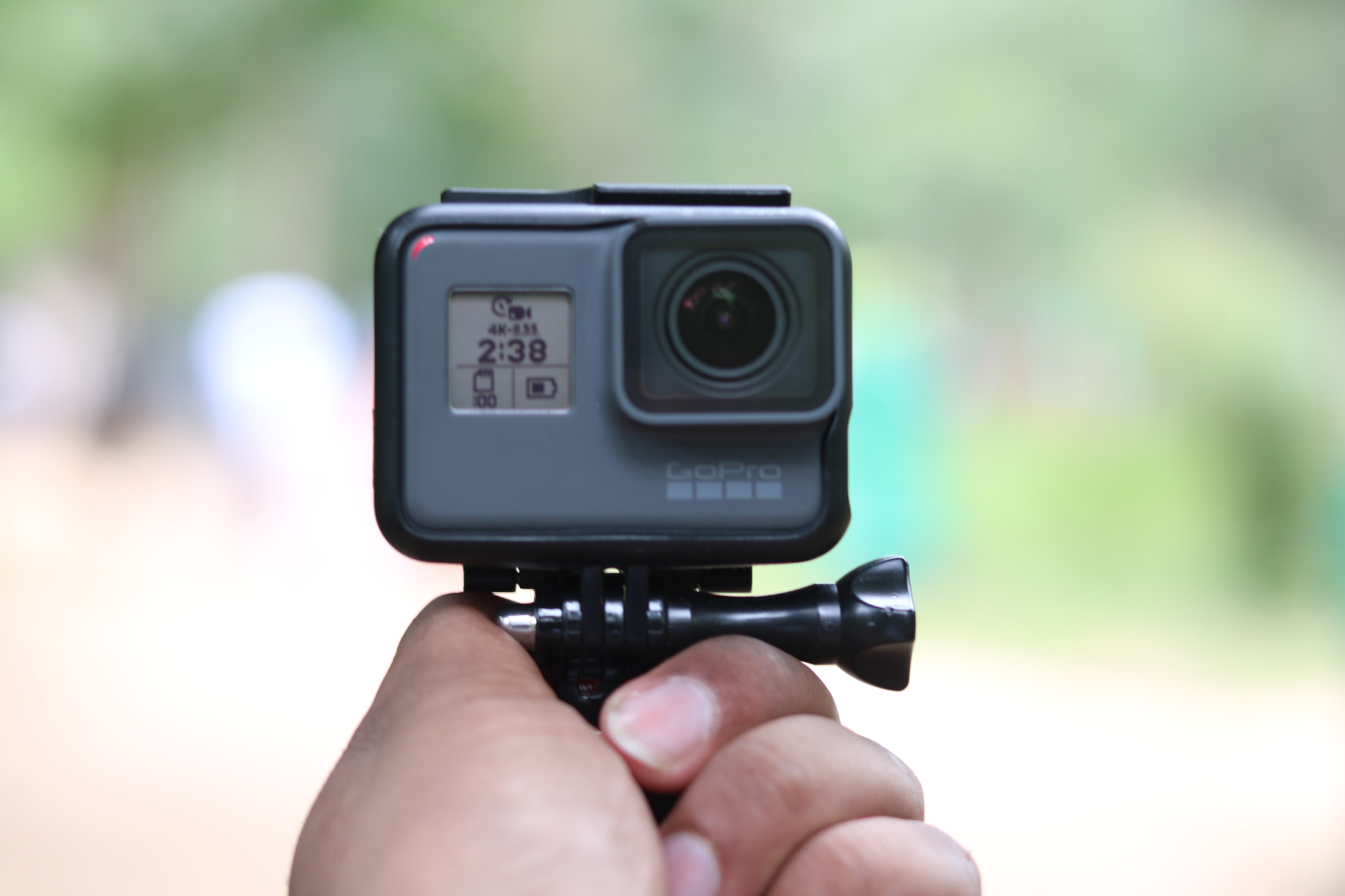
Une caméra GoPro.
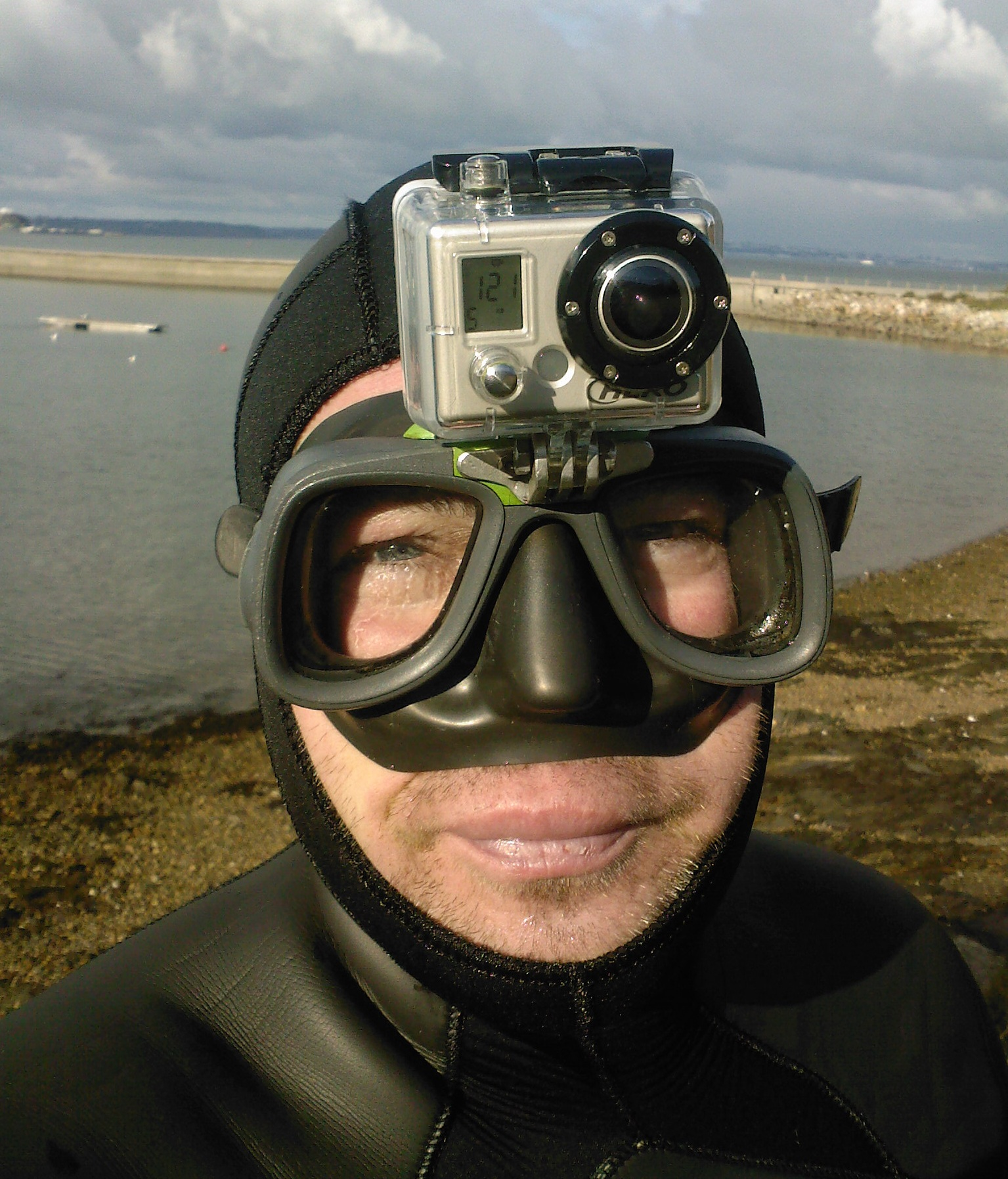
Une GoPro sur un masque de plongée.
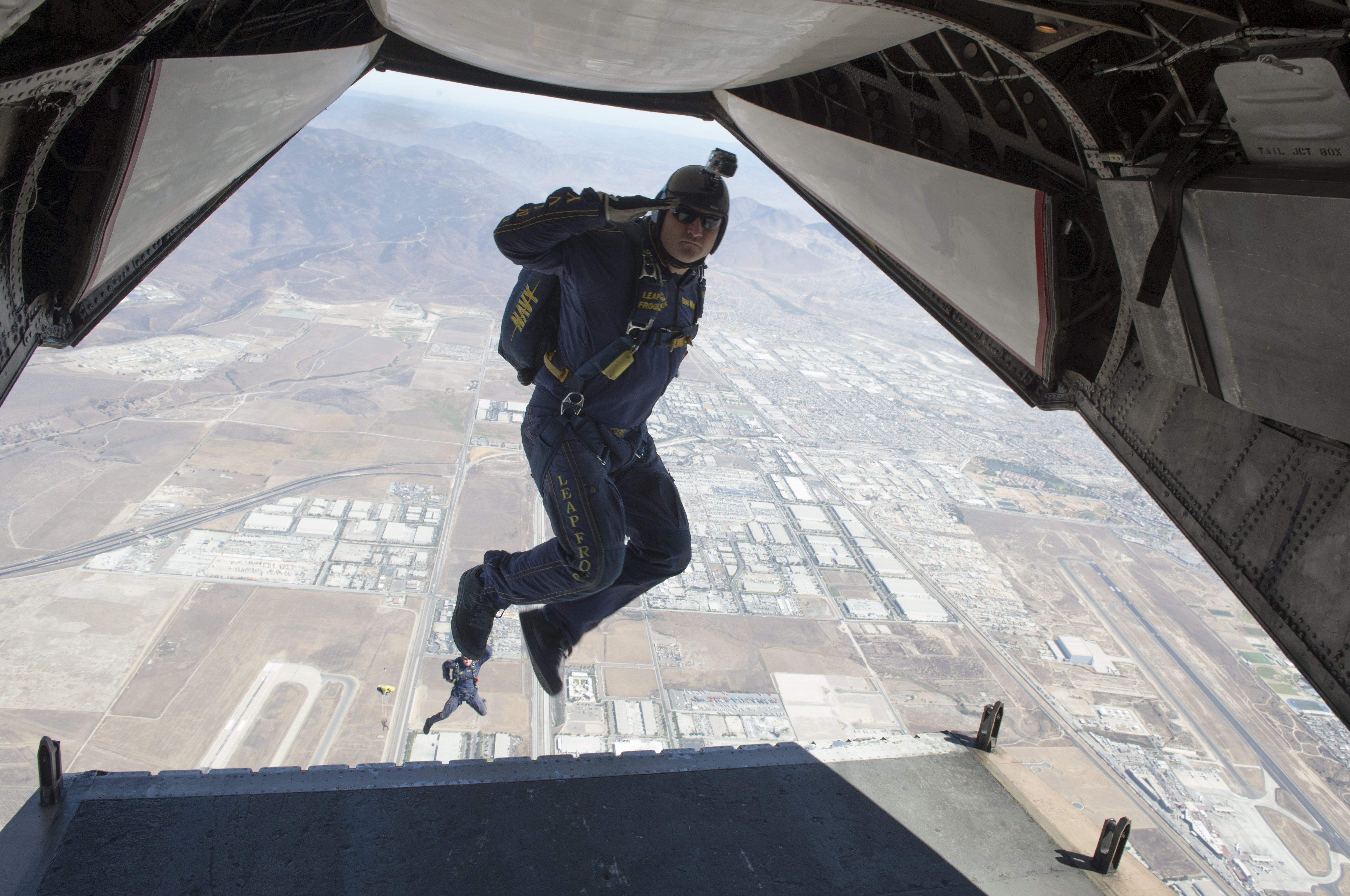
Un parachutiste de l'US Navy porteur d'une GoPro (fixée sur son casque) lors d'un saut.

### Drones
En septembre 2016, GoPro entre sur le marché des drones en lançant le drone KARMA, qui sera mis à jour en septembre 2017. GoPro arrête sa production au début de l'année 2018 en raison d'une défaillance électrique.

## Principaux actionnaires
| Prentice Capital Management                     | 9,83 % |
| The Vanguard Group                              | 8,19 % |
| D. E. Shaw & Co.                                | 4,69 % |
| Silicon Valley Community Foundation             | 4,38 % |
| JPMorgan Securities LLC (Investment Management) | 3,36 % |
| Maverick Capital                                | 3,21 % |
| Renaissance Technologies                        | 3,16 % |
| BlackRock Fund Advisors                         | 2,94 % |
| Steamboat Ventures                              | 2,37 % |
| Two Sigma Investments                           | 2,23 % |

## Liste des caméras
Liste des caméras GoPro :
- GoPro HERO 1
- GoPro  HERO 2
- GoPro HERO 3 Silver
- GoPro HERO 3 Black
- GoPro HERO 4 Silver
- GoPro HERO 4 Black
- GoPro Fusion
- GoPro MAX
- GoPro HERO 5 Session
- GoPro HERO 5 Black
- GoPro HERO 6 Black
- GoPro HERO 7 Silver
- GoPro HERO 7 Black
- GoPro HERO 8 Black
- GoPro HERO 9 Black
- GoPro HERO 10 Black
- GoPro HERO 11 Black
- GoPro HERO 11 Black Mini
- GoPro HERO 12 Black
- GoPro HERO 13 Black
- GoPro HERO

## Prise en charge du microphone
Les caméras suivantes prennent en charge un microphone externe officiel :
- HÉROS 9 Noir
- HÉROS 8 Noir
- HERO7 Noir
- HERO6 Noir
- HERO5 Noir
- Session HERO5
- HERO4 Noir
- HERO3 +
- HERO3

Les caméras suivantes n'ont pas de support officiel pour un microphone externe :
- HÉROS (2018)
- HÉROS (2014)
- HÉROS +
- HÉROS + LCD
- Session HERO4